# Bronisław Deskur
Bronisław Deskur (ur. 17 października 1835 w Warszawie, zm. 16 sierpnia 1895 we Lwowie) – powstaniec styczniowy.

## Życiorys
Syn Jana Deskura i Barbary Jozafaty z Grzymałów. Pochodził ze spolonizowanej rodziny o francuskich korzeniach.
Uczył się w szkole powszechnej w Łukowie, następnie w Szkole Agronomicznej w Warszawie. Ożenił się około 1855 roku i zamieszkał w majątku Niegów. W tym czasie sprowadził osadników zza Bugu i osadził ich na zasadzie oczynszowania, tworząc nową wieś, Deskurów.
W 1859 rodzina Deskurów mieszkała w Głuchych Laskowach. W 1860 roku, prawdopodobnie po sprzedaży Niegowa, Bronisław Deskur zakupił majątek Horostyta koło Włodawy.
Był jednym z założycieli „organizacji powstańczej” w północnych powiatach województwa. Organizacja ta miała propagować patriotyzm i ideę walki o niepodległość oraz przygotowywać powstanie zbrojne. W maju 1861 Bronisław Deskur otrzymał (przez posłańca od stronnictwa białych) nominację na starostę włodawskiego, z której jednak zrezygnował w kilka tygodni później na skutek różnic poglądowych. W grudniu 1862 roku organizacja liczyła około 8 tysięcy osób zaprzysiężonych, mając na uzbrojeniu około 300 sztuk broni myśliwskiej.
Bronisław Deskur dowodził uderzeniem sił powstańczych na Radzyń 22 stycznia 1863. Oddział uzbrojony w 40 strzelb i 100 kos zdobył 10 armat, lecz nie mógł ich zabrać ze sobą. 15 lutego brał udział w potyczce pod Warelami, a 4 i 5 maja w bitwie pod Stokiem. 13 maja 1863 dowodził kawalerią w zasadzce na pociąg wojskowy w okolicach Kietlanki. 23 maja 1863 roku uczestniczył w bitwie pod Łączką. Służył w oddziałach powstańczych Ignacego Myszkowskiego i Karola Fryczego.
W kilka tygodni po bitwie pod Łączką został mianowany majorem kawalerii i włączony do oddziału pułkownika Heindreicha. Latem 1863 roku otrzymał misję utworzenia lotnego dywizjonu Strzelców Konnych w Galicji, na co otrzymał 30 tysięcy rubli. W połowie sierpnia był w Krakowie, gdzie spotkał się z żoną.
Misja nie powiodła się, Deskur został aresztowany i osadzony we Lwowie, później w Ołomuńcu, skąd udało mu się uciec. Powtórnie aresztowany i więziony w Rzeszowie i Opawie, skąd powtórnie uciekł.
W marcu 1864 roku Bronisław Deskur udał się na emigrację, początkowo do Drezna, a później do Paryża, gdzie osiadł na dłużej, otrzymując zasiłek od rządu francuskiego i pracując jako pracownik fizyczny w destylarni wódek. Nie mogąc podołać ciężkiej pracy, zdecydował się przeprowadzić do miasteczka Lure, gdzie jego ojciec był kiedyś komendantem miasta i dobrze zapisał się w pamięci jego mieszkańców. W Lure pracował krótko jako agent towarzystwa ubezpieczeniowego. Z czasem odzyskał 20 tysięcy franków za majątek Horostyte i założył dobrze prosperujący sklep.
W 1872 Bronisław Deskur wraz z rodziną przeniósł się do Małopolski. Przez jakiś czas dzierżawił majątek Niebyłów, później przeprowadził się do Lwowa i pracował w fabryce maszyn, a po jej upadku organizował polowania dla księcia Sapiehy. Tenże dał mu posadę na czas Wystawy Krajowej. W tym czasie Deskur została współzałożycielem Lwowskiego Towarzystwa Demokratycznego, działał w Stronnictwie Ludowym.
Zmarł we Lwowie 16 sierpnia 1895. Został pochowany na Cmentarzu Łyczakowskim we Lwowie.

## Upamiętnienie
W Radzyniu Podlaskim nazwano jego imieniem ulicę.
W Deskurowie odsłonięto tablicę upamiętniającą.
W 1994 roku pamiątkową tablicę odsłonięto w Lure.
Postać Deskura opisywał Józef Piłsudski w swej książce Rok 1863.